# موريس كليبورن
موريس كليبورن (بالإنجليزية: Morris Claiborne)‏ هو لاعب كرة قدم أمريكية أمريكي، ولد في 7 فبراير 1990 في شريفبورت في الولايات المتحدة.

## وصلات خارجية
- موريس كليبورن على موقع مرجع كرة القدم المحترفة.كوم (الإنجليزية)